# Christine Keshen
Christine Keshen (Invermere, 6 febbraio 1978) è una giocatrice di curling canadese.

## Biografia
Partecipò all'età di 28 anni ai XX Giochi olimpici invernali edizione disputata a Torino, (Italia) nel febbraio del 2006, riuscendo ad ottenere la medaglia di bronzo nella squadra canadese con le connazionali Shannon Kleibrink, Glenys Bakker, Amy Nixon e Sandra Jenkins.
Nell'edizione la nazionale svedese ottenne la medaglia d'oro, la svizzera quella d'argento.